# Les Vêpres (Rachmaninov)

Les Vêpres (en russe : Всенощное бдение, Vsenochtchnoïe bdeniye, « Vigiles nocturnes »), opus 37, ou encore Les Vigiles, est une composition a cappella pour chœur mixte par Sergueï Rachmaninov écrite et créée en 1915.
Elle consiste en un groupe de textes extraits de la cérémonie des Vigiles nocturnes de l'Église orthodoxe. On en a dit que c'était la composition la plus profonde de Rachmaninov et « l'une des plus grandes réalisations musicales pour l'Église orthodoxe russe ». C'était une  de ses deux compositions favorites avec Les Cloches, et il demanda que le cinquième épisode soit chanté à ses funérailles.
Le titre de l'œuvre est souvent traduit simplement par le mot « Vêpres », ce qui est incorrect aussi bien d'un point de vue littéral que conceptuel quand il s'applique à l'œuvre entière : ce sont seulement les six premiers épisodes qui correspondent aux vêpres dans la liturgie des Heures, suivis par les matines.

## Composition et exécutions publiques
Les Vêpres ont été écrites en moins de deux semaines en janvier et février 1915, et furent exécutées à Moscou en mars de la même année, en partie au bénéfice de l'effort de guerre russe. Nikolaï Daniline dirigeait le chœur (entièrement masculin) du Synode de Moscou à la première, le 10 mars. L'œuvre fut reçue chaleureusement à la fois par le public et la critique, et le succès fut si grand qu'elle fut de nouveau exécutée cinq fois en un mois.
Cependant, la révolution de 1917 et l'instauration du régime soviétique conduisirent à l'interdiction de toute exécution publique de musique religieuse, et le 22 juillet 1918 le Chœur du Synode fut remplacé par un chœur non religieux l'« Académie du chœur du Peuple ». On a dit qu'aucune composition n'a représenté plus clairement la fin d'une ère que cette œuvre religieuse.

## Description
Les Vêpres est l'une des deux compositions religieuses (l'autre étant la Liturgie de  Saint Jean Chrysostome) d'un compositeur qui avait cessé depuis longtemps de fréquenter les églises. Comme cela est requis par l'Église orthodoxe, Rachmaninov a basé dix des quinze parties successives sur le principe des modes. Les cinq autres (1, 3, 6, 10, & 11) sont cependant tellement influencées par ce principe que le compositeur en parlait comme de « contrefaçons conscientes ».
Les Vêpres incluent trois types de modes : le znamenny (dans les moments ou épisodes 8, 9, 12, 13 & 14), un style grec plus proche du récitatif (numéros 2 et 15), et mode kievien — adaptation ukrainienne du style znamenny (numéros 4 et 5). Avant de composer, Rachmaninov avait étudié les modes anciens sous la direction de Stepan Smolenski auquel il dédia la pièce. Elle est écrite pour un chœur à quatre voix, complété par une partie de basse profonde. Cependant, à beaucoup de moments il y a trois, cinq, six ou huit voix ; pendant le septième épisode, il arrive au chœur d'être divisé en onze parties. Les épisodes 4 et 9 contiennent une brève partie de ténor solo, et les épisodes 2 et 5 offrent de longs solos respectivement pour alto et ténor. Le cinquième moment, Nunc dimittis (Ныне отпущаеши) a acquis une partie de sa célébrité par le fait que, dans ses dernières mesures, les basses profondes doivent effectuer une gamme descendante aboutissant au contre-si bémol grave (sous la portée, dans la troisième octave située sous le do de la clé du piano). Rachmaninov rapporta que quand il joua initialement ce passage à Kastalski et Daniline en préparation de la première exécution,

« Danilin secoua sa tête en disant : « Mais où va-t-on donc pouvoir dénicher de telles basses ? Elles sont aussi rares que des asperges à Noël ! » Néanmoins, il les dénicha. Je connaissais la voix de mes compatriotes... »

## Les différents moments (ou épisodes)
|    | Slavon d'église                                | Français                                              |
| -- | ---------------------------------------------- | ----------------------------------------------------- |
| 1  | Приидите, поклонимся                           | Venez, inclinons-nous                                 |
| 2  | Благослови, душе моя (греческого роспева)      | Bénis le Seigneur, ô mon âme (mode grec)              |
| 3  | Блажен муж                                     | Béni est l'homme                                      |
| 4  | Свете тихий (киевского роспева)                | Lumière joyeuse (mode kiévien)                        |
| 5  | Ныне отпущаеши (киевского роспева)             | Maintenant tu laisses aller en paix (mode kiévien)    |
| 6  | Богородице Дево, радуйся                       | Réjouis toi, Vierge                                   |
| 7  | Шестопсалмие                                   | Les Six Psaumes                                       |
| 8  | Хвалите имя Господне (знаменного роспева)      | Louez le nom du Seigneur (mode znamenny)              |
| 9  | Благословен еси Господи (знаменного роспева)   | Béni es-Tu Seigneur (mode znamenny)                   |
| 10 | Воскресение Христово видевше                   | Ayant contemplé la résurrection du Christ             |
| 11 | Величит душа моя Господа                       | Mon âme magnifie le Seigneur                          |
| 12 | Славословие великое (знаменного роспева)       | Grande Doxologie (mode znamenny)                      |
| 13 | Тропарь: Днесь спасение (знаменного роспева)   | Troparion : Aujourd'hui jour du salut (mode znamenny) |
| 14 | Тропарь: Воскрес из гроба (знаменного роспева) | Troparion : Tu T'es relevé du tombeau (mode znamenny) |
| 15 | Взбранной Воеводе (греческого роспева)         | Ô Reine victorieuse (mode grec)                       |

## Discographie
Le premier enregistrement des Vêpres a été réalisé par Alexandre Svechnikov avec le chœur d'État russe (connu à l'époque comme le chœur académique russe de l'URSS) pour le label soviétique Melodiya en 1965. En raison de la politique soviétique anti-religieuse, cet enregistrement ne fut jamais disponible à la vente en URSS, mais fut uniquement destiné à l'exportation et à quelques études privées. Cet enregistrement a toujours une réputation légendaire, en partie à cause de ses basses profondes extrêmement puissantes, mais aussi à cause de l'incroyable ténor solo Constantin Ognévoï.
- Alexandre Svechnikov, State Russian Choir/USSR Academic Russian Choir, Klara Korkan (mezzo-soprano), Konstantin Ognevoi (ténor), 1965, Melodiya/Yedang
- Karl Linke, Johannes-Damascenus Chor, Essen joined by the Choir of the Papal Russian College, Rome, 1967, Christophorus
- Vladislav Chernuchenko, Leningrad Glinka Choir/St. Petersburg Cappella, 1978, Chant du Monde
- Georgi Robev, Bulgarian Choir "Svetoslav Obretenov", Natalia Peneva (alto), Todor Grigorov-Tres (ténor), 1978, Vanguard
- Evgeni Svetlanov, Bulgarian Choir "Svetoslav Obretenov", 1983, Russian Disc
- Valery Polyansky, Chœur de chambre du ministère de la culture d'URSS, Irina Arkhipova (mezzo soprano), Victor Roumantsev (ténor), 1986, Melodiya/Moscow Studio Archives
- Mstislav Rostropovitch, Choral Arts Society of Washington, Maureen Forrester (mezzo-soprano), Gene Tucker (ténor), 1987, Erato,
- Robert Shaw, The Robert Shaw Festival Singers, Karl Dent (ténor), 1989, Telarc
- Matthew Best, Corydon Singers, Joya Logan (alto), John Bowen (ténor), 1990, Hyperion Records
- Oleg Chepel, Voronezh State Institute of Arts Chamber Choir, Yelena Necheporenko (Mezzo Soprano), Alexander Zlobin (Ténor), Ruben Sevostyanov (Ténor), Alexander Nazarov (Bass), September 1991, Globe
- Vladislav Chernuchenko, St. Petersburg Cappella, Zhanna Polevtsova (mezzo-soprano), Sergei Rokozitsa (ténor), 1992, Chant du Monde/IML
- Nikolai Korniev, St. Petersburg Chamber Choir, Vladimir Mostowoy (ténor), Olga Borodina (alto), 1993, Philips
- Robin Gritton, Berlin Radio Chorus, Tatjana Sotin (alto), Thomas Kober (ténor), 1994, CPO
- Tõnu Kaljuste, Swedish Radio Choir, Malena Emma (alto), Per Björslund (ténor), Nils Högman (ténor), 1994, Virgin Records.
- William Hall, William Hall Master Chorale, Jonathan Mack (ténor), 1995, Klavier
- Alexei Pouzakov, Choir of St Nicholas Church Tolmachi, Tatiana Gerange (alto), Dmitri Borisov (ténor), Nikolai Sokolov (archpriest), 1997, Boheme
- Stephen Cleobury, Choir of King's College, Cambridge, Jan Lochmann (Bass), Richard Eteson (Ténor), Margaret Cameron (Alto), James Gilchrist (Ténor), 1998, EMI
- Yevhen Savchuk, Ukrainian National Capella "Dumka", Mykhaylo Tychtchenko (Ténor), Olga Borusene (Soprano), Yuri Korinnyk (Ténor), 2000, Regis/Brilliant Classics
- Howard Arman, Leipzig Radio Chorus, Klaudia Zeiner (Alto), Mikhail Agafonov (Ténor), Lew Maidarschewski (Bass), 2000, Berlin Classics
- Jaroslav Brych, Prague Philharmonic Chorus, 2001, Praga
- Nikolai Korniev, St. Petersburg Chamber Choir, 2002, Pentatone
- Dale Warland, Dale Warland Singers, 2003, Rezound
- Eric-Olof Söderström, chœur de l'opéra national finnois, Raissa Palmu (soprano), Erja Wimeri (contralto), Eugen Antoni (ténor), c. 2004, Naxos
- Paul Hillier, Estonian Philharmonic Chamber Choir, Iris Oja (alto), Mati Turi (ténor), 2004, Harmonia Mundi
- Nigel Short, Tenebræ, Frances Jellard (alto), Paul Badley (ténor), 2004, Signum U.k.
- Sigvards Kļava, Chœur de la Radio lettone (mai 2011, SACD Ondine) (OCLC 906564349)